# Kodilj
Kodilj, från spanskans codille. Dubbel bet i vira och andra kortspel Ordet förkortas ofta till ko ("bli ko"), 
med utvidgningen "kossa". Förlorar man mer än två spel under kodiljen, kallas dessa "kalvar" ("bli kalv"); 
dock betalas aldrig för mer än kodilj.